# Habrůvka
Habrůvka (en allemand : Habruwka) est une commune du district de Blansko, dans la région de Moravie-du-Sud, en République tchèque. Sa population s'élevait à 436 habitants en 2020.

## Géographie
Habrůvka se trouve à 9 km au sud-est de Blansko, à 15 km au nord-est de Brno et à 186 km à l'est-sud-est de Prague.
La commune est limitée par Olomučany à l'ouest et au nord, par Rudice au nord-est, par Křtiny à l'est, par Březina au sud, et par Babice nad Svitavou à l'ouest.

## Histoire
La première mention écrite de la localité date de 1365.

## Patrimoine
Grotte de Býčí skála dans le Karst de Moravie, où des artefacts du Magdalénien ont été trouvés.

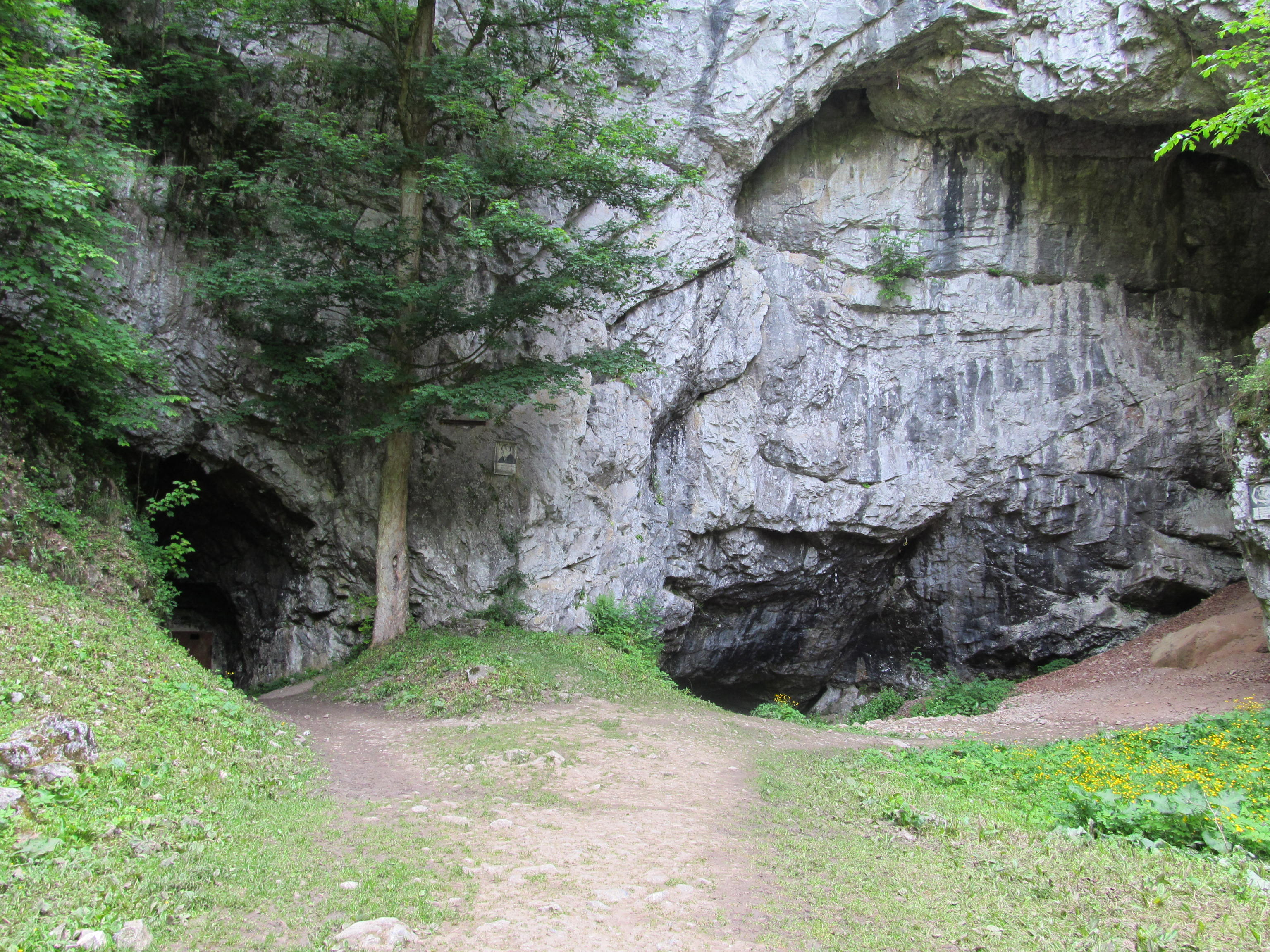
Entrée de la grotte.
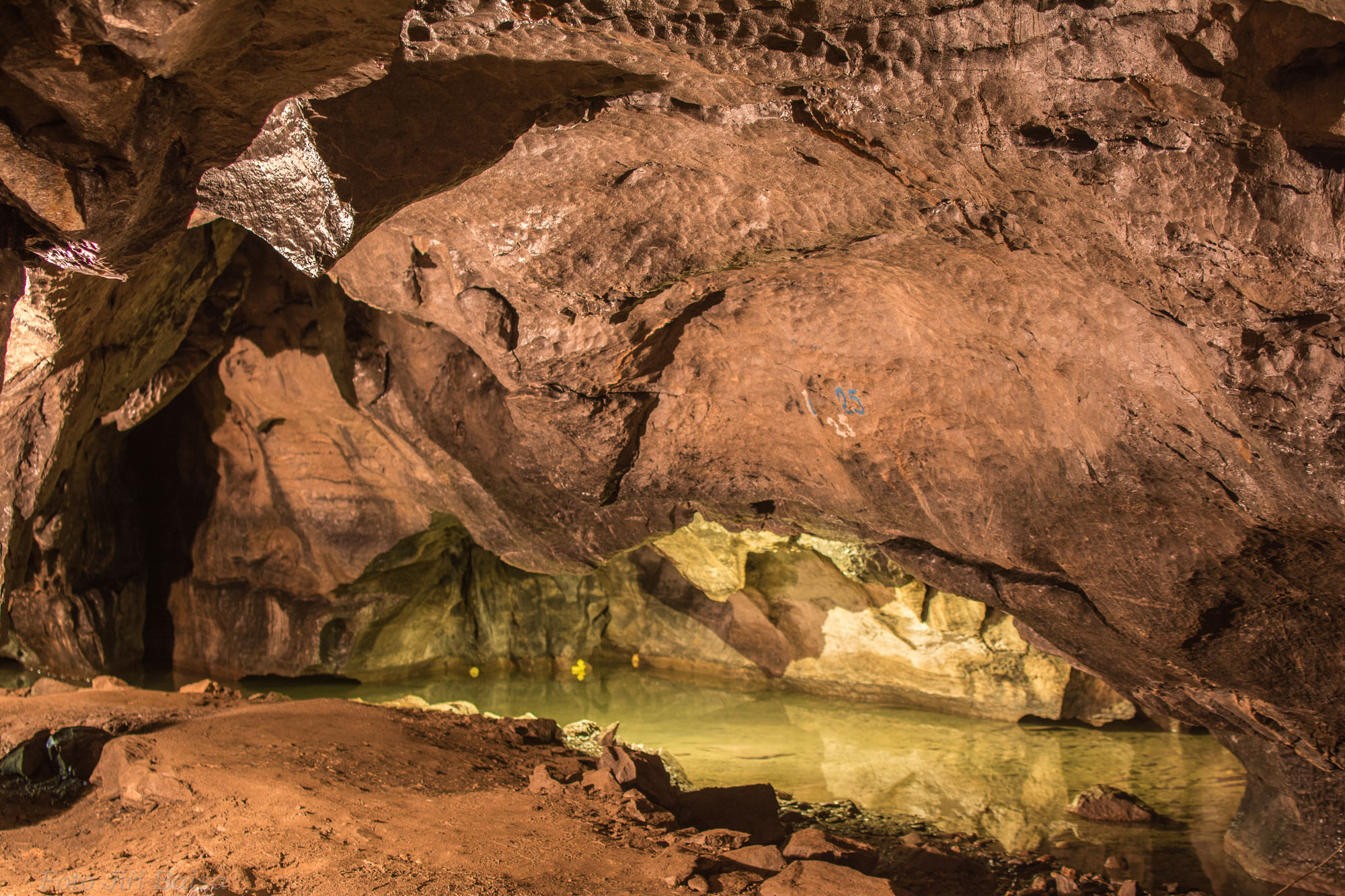
Intérieur de la grotte.